# Juan Fernández (marino)
Juan Fernández (Cartagena, España; c. 1528/1530 - Santiago, Chile; 1599) fue un marino español al servicio de la corona, descubridor del archipiélago Juan Fernández en 1574. Junto a Hernando de Lamero y Juan Jufré, fueron los marinos que concernieron a la Capitanía General de Chile. Existe la posibilidad de que este marinero fuese el primer europeo en avistar Nueva Zelanda, aunque la falta de pruebas hace que esta teoría sea difícil de verificar.

## Descubrimientos y teorías
Fue capitán y piloto mayor. Bordeó las costas occidentales de América del Sur. Descubrió las islas de San Félix y San Ambrosio, más el archipiélago Juan Fernández entre 1563 y 1574.

### Descubrimiento de una vía rápida entre Perú y Chile
Navegando más alejado de la costa, encontró una nueva ruta marítima que evitaba la corriente de Humboldt, con lo cual se acortaban los tiempos de viaje de la ruta norte-sur entre Callao (Perú) y Valparaíso (Chile), siendo el tiempo total del trayecto 30 días en vez de seis meses.
En 1574, después de más de tres lustros de experiencia en la Callao-Valparaíso-Callao, logró destacarse al alcanzar el récord ya mencionado, aparte de haber avistado el archipiélago que lo inmortalizó, el 22 de noviembre del mencionado año, desde una distancia de 10 millas marinas y en circunstancias que servía como maestre del navío Nuestra Señora de los Remedios.

### Teoría del descubrimiento de Nueva Zelanda
El probable viaje de Juan Fernández a Oceanía, ocasión en la cual habría descubierto Nueva Zelanda para España a fines de 1576, se basa también en un documento que presentó el licenciado Juan Luis de Arias a Felipe III, alrededor del año 1615.

(...) proponiendo conquistar las tierras que había descubierto el piloto Juan Fernández, luego de haber navegado durante un mes desde las costas de Chile hacia el oeste, habiendo sido el mismo que antes había reducido a sólo 30 días de viaje la navegación entre Lima y la costa central de Chile.
Juan Luis de Arias, 1615

En cuanto a las referencias de las mencionadas tierras descubiertas por Juan Fernández, se hace saber que de acuerdo con el relato existente se trataba de un suelo montañoso, fértil y poblado por gente blanca (posiblemente maoríes), de ríos caudalosos y que contaban con todos los frutos necesarios para subsistir.
Historiadores británicos de conocido prestigio, como Alexander Dalrymple y James Burney, indican que «Juan Fernández fue el descubridor de Nueva Zelanda y distintos europeos creen que incluso visitó Australia», basándose en el documento de Arias y las descripciones del terreno y de los ríos, aparte que indican el año de 1576 como fecha de la expedición, lo cual es coincidente. Sin embargo, gracias al historiador José Toribio Medina se tuvo un conocimiento más cabal sobre el grado de certeza de esta épica expedición y fue así como llegó a tener en sus manos una carta de Rodrigo de Quiroga (gobernador de Chile entre los años 1573 y 1580) dirigida al Rey, en la cual, le refiere el viaje de Juan Fernández a Nueva Zelanda. A la fecha de hoy, no ha sido hallada en los depósitos del Archivo Histórico Nacional. No obstante, son numerosos y coincidentes los otros antecedentes que configuran como cierta la posibilidad señalada, la cual no tuvo mayor realce en sus días, ante la obstinación del virrey del Perú de no haber facilitado su ejecución.

## Alusión literaria
En una nota a pie de página del capítulo titulado Descripción séptima: La isla de Charles y el Rey Perro, perteneciente a su libro Las Encantadas (1854), el escritor Herman Melville escribió:

Los españoles americanos han tenido el hábito, por largo tiempo, de hacer regalos a individuos meritorios. El piloto Juan Fernández obtuvo una escritura de la isla con su mismo nombre, y por unos años residió allí antes de que llegase Selkirk. Se supone, sin embargo, que finalmente se deprimió en su propiedad principesca, pues tras un tiempo retornó al continente y, según se cuenta, llegó a ser un barbero muy charlatán en la ciudad de Lima.

## Otros marinos llamados Juan Fernández
No se debe confundir con su homónimo, el también capitán Juan Fernández, marino español e igualmente destacado en la Patagonia, quien en 1620 fue el primer europeo que contempló el lago Nahuel Huapi, situado en la actual Argentina.